# 中央職業能力開発協会
中央職業能力開発協会（ちゅうおうしょくぎょうのうりょくかいはつきょうかい、英：Japan Vocational Ability Development Association、略称：JAVADA）は、職業能力の開発の促進を図ることを目的として、職業能力の評価とキャリア形成の支援等を行う厚生労働省人材開発統括官所管の特別民間法人。
職業能力開発促進法第52条-78条に規定されている。

## 概要

### 沿革
- 1979年（昭和54年）- 職業訓練法人中央会、および中央技能検定協会の一切の権利及び義務を承継し、認可法人として設立
- 1998年（平成10年）7月1日 - 民間法人化

### 基礎データ
- 所在地：東京都新宿区西新宿七丁目5番25号西新宿木村屋ビルディング11階
- 会長：釜和明（株式会社IHI相談役）

## 事業
各種の事業を、厚生労働省、都道府県、都道府県職業能力開発協会と連携して行う。
- 職業訓練、各種検定試験、その他の職業能力開発についての情報・資料提供、広報、調査研究、及び国際協力等
- 技能五輪全国大会の主催
- 技能検定 - 中央技能検定委員の選任及び試験問題等の作成（試験の実施は都道府県職業能力開発協会が担当）
- コンピュータサービス技能評価試験
- ビジネス・キャリア検定試験

## 会員制度
中央職業能力開発協会の業務推進に賛同する企業や団体が、賛助の目的で「会員」として加入する制度である。会員の特典として、当協会の定期刊行物の無料配付、当協会の調査研究資料などの無料配付、当協会が出版する図書の割引購入（20%）、講座やセミナーの受講料割引、当協会が刊行する広報誌への広告掲載の割引を受けられる。
2008年10月現在の会員数は492で、内訳は、都道府県職業能力開発協会が47、団体（財団法人、社団法人、学校法人、協同組合など）が238、企業（株式会社など）が115、技能士会が46、都道府県雇用開発協会が46である。

## 不祥事
- 不正支出問題 - 2002年度から2004年度にかけて、酒食を伴う職員らの懇親会に計約64万円を会議費として処理していたことが、会計検査院の指摘で2009年5月に発覚した。

## 「緊急人材育成・就職支援基金」運営上の問題
- 2009年以降、厚生労働省より緊急人材育成・就職支援基金などとして9,950億円の税金が支給されているが、これまでに1,555億円しか事業として使用されない一方、毎年人件費・事務費として13億円が使用され、2013年時点で2,266億円の剰余金が発生している。同省からの天下りを9人受け入れている同協会は、「毎年使い切る見込み」と公表しているが、実際に使いきったことがないことが、2013年8月5日付の朝日新聞に掲載された[1]。